# Фисуненко Олег Петрович
Фисуненко Олег Петрович — геолог, доктор геолого-мінералогічних наук, професор.

## Біографія
Фисуненко Олег Петрович народився 14 листопада 1930 в Макіївці Донецької області. Навчався на геолого-географічному факультеті Харківського державного університету, який закінчив у 1954 році й розпочав трудову діяльність у тресті «Ворошиловградгеологія». Кандидатську дисертацію захистив у 1964 році.
З 1966 року працював у Луганському державному педагогічному інституті — університеті імені Тараса Шевченка на посадах старшого викладача, завідувача кафедри (1969–2002), професора кафедри географії. Був деканом природничо-географічного факультету у 1970 — 72 роках, в 1996 — 98 роках — проректором з наукової роботи. Докторську дисертацію на тему «Методика і геологічне значення еколого — тафономічних досліджень» захистив у 1973 році. В основі наукової діяльності Олега Петровича — палеоботаніка карбону, стратиграфія, палеогеографія, він виявив найдавніші на території України печіночні мохи у відкладах кам'яновугільного періоду Донецького басейну, це - Hepaticites metzgerioides Walton та описав новий вид Hepaticites hepaticus Fissunenko. Науковець був Головою Донбаського відділу Українського палеонтологічного товариства. Помер 19 березня 2003 року в Луганську.

## Нагороди
Відмінник народної освіти України.